# Ludwig Eduard Theodor Loesener
Pour les articles homonymes, voir Loesener.
Ludwig Eduard Theodor Loesener, né le 23 novembre 1865 et mort le 2 juin 1941, est un botaniste allemand.

## Biographie
Il fait ses études à l'université de Lausanne et à l'université de Berlin, où il obtient son doctorat de philologie en 1890. En 1896, il est nommé botaniste assistant au musée botanique de Berlin-Dahlem, puis conservateur en 1904 et professeur en 1912, jusqu'à sa retraite en 1920.

## Publications
- Monographia aquifoliacearum, In : Nova acta - Kaiserlich Leopoldinisch-Carolinische Deutsche Akademie der Naturforscher. - Vol. 78, 1901, 598 p. - Pars I.

Auteur en taxinomie végétale sous l'abréviation Loes., il appartient à l'école d'Adolf Engler. Selon l'International Plant Names Index, on lui doit plus de 1 800 taxons, tels que Olmediella betschleriana, Gymnosporia senegalensis, Calathea loeseneri, Maytenus senegalensis ou Aulotandra kamerunensis.